# Aéroport de Waterford
L'aéroport de Waterford (en irlandais : Aerfort Phort Láirge) (code IATA : WAT • code OACI : EIWF) est situé à Killowen, 4 NM au sud-est de Waterford. Il dessert le Sud-Est de l'Irlande. L'aéroport est exploité par Waterford Regional Airport plc. 
Son unique itinéraire régulier, opéré par VLM Airlines - qui utilisait Waterford comme seul aéroport irlandais et y gardait une base - a été interrompu à compter du 13 juin 2016, laissant l'aéroport sans trafic régulier. Cela est dû à la faillite de VLM .

## Situation
| Connemara Cork Donégal Dublin Inis Meáin Inis Mór Inis Oírr Kerry Knock Shannon Waterford |

## Statistiques
Pour des raisons techniques, il est temporairement impossible d'afficher le graphique qui aurait dû être présenté ici.

Voir la requête brute et les sources sur Wikidata.